# Grammitis stipitata
Grammitis stipitata är en stensöteväxtart som beskrevs av George Richardson Proctor. Grammitis stipitata ingår i släktet Grammitis och familjen Polypodiaceae. Inga underarter finns listade.